# Surotrunan
Surotrunan is een bestuurslaag in het regentschap Kebumen van de provincie Midden-Java, Indonesië. Surotrunan telt 3456 inwoners (volkstelling 2010).